# Hydraena freitagi
Hydraena freitagi (лат.) — вид жуков-водобродок рода Hydraena из подсемейства Hydraeninae. Назван в честь немецкого энтомолога Хендрика Фрайтага (Hendrik Freitag, Дрезден), известного специалиста по Hydraenidae, который собрал несколько паратипов.

## Распространение
Встречаются в центральном Непале (район Синдхупалчок, провинция Багмати-Прадеш). Местонахождение типовой серии находится в непосредственной близости от тибетской границы.

## Описание
Водобродки мелкого размера (около 2 мм), удлинённой формы: самцы 2,9—3,1 мм, female 2,2—2,5 мм. Основная окраска коричневая. По общему виду, вторичным половым признакам этот вид сходен с Hydraena cirrata. Однако эдеагус и гонококсит существенно отличаются друг от друга. В ареале Hydraena freitagi встречаются ещё семь видов рода: Hydraena bihamata, Hydraena finki, Hydraena jaegeri, Hydraena manaslu, Hydraena pseudocirrata, Hydraena wencke и Hydraena wolfi. Внешне самцов H. freitagi можно отличить от всех этих видов по метатибиальной вершине, которая очень широкая и косо усечённая, как у H. cirrata. Задние голени самцов H. jaegeri и близкородственного H. pseudocirrata сходны, но у этих видов зубец расположен менее близко к вершине, и поэтому вершина голени более острая. Самки могут быть надёжно идентифицированы по внутренней пластинке гонококсита, которая не выступает. Взрослые жуки, предположительно, как и близкие виды, растительноядные, личинки плотоядные.

## Классификация
Вид был впервые описан в 2009 году энтомологами Manfred A. Jäch (Naturhistorisches Museum, Вена, Австрия) и André Skale (Hof/Saale, Германия) по типовым материалам из Непала. Включён в состав номинативного подрода и видовой группы Hydraena (s.str.) cirrata.